# Gustav Böß

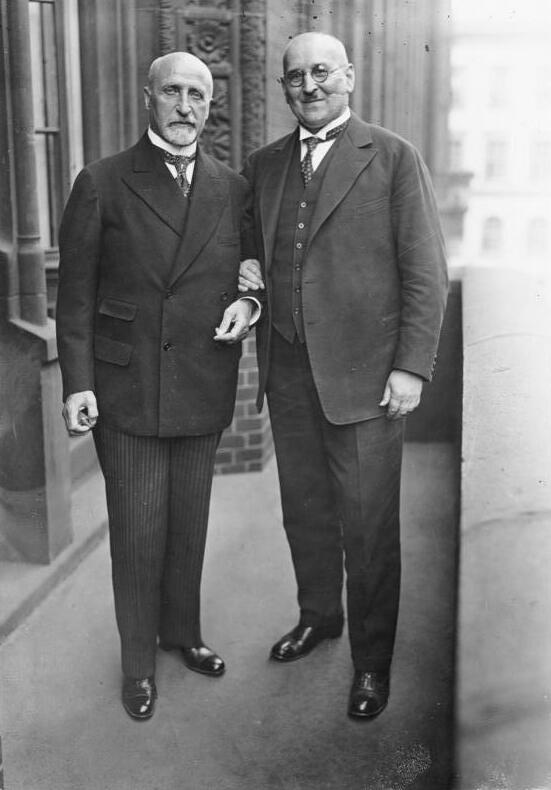
Böß (rechts) zusammen mit dem Wiener Bürgermeister Karl Seitz (1929)

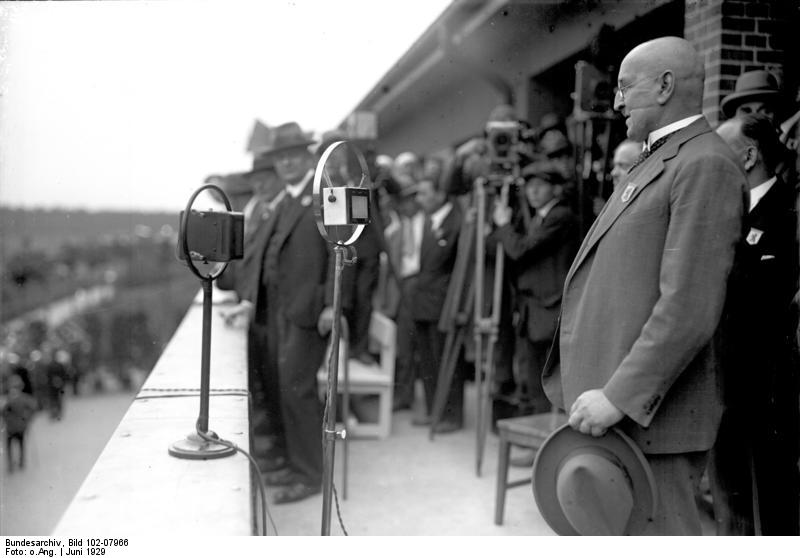
Böß bei der Eröffnung des Volksparks Rehberge

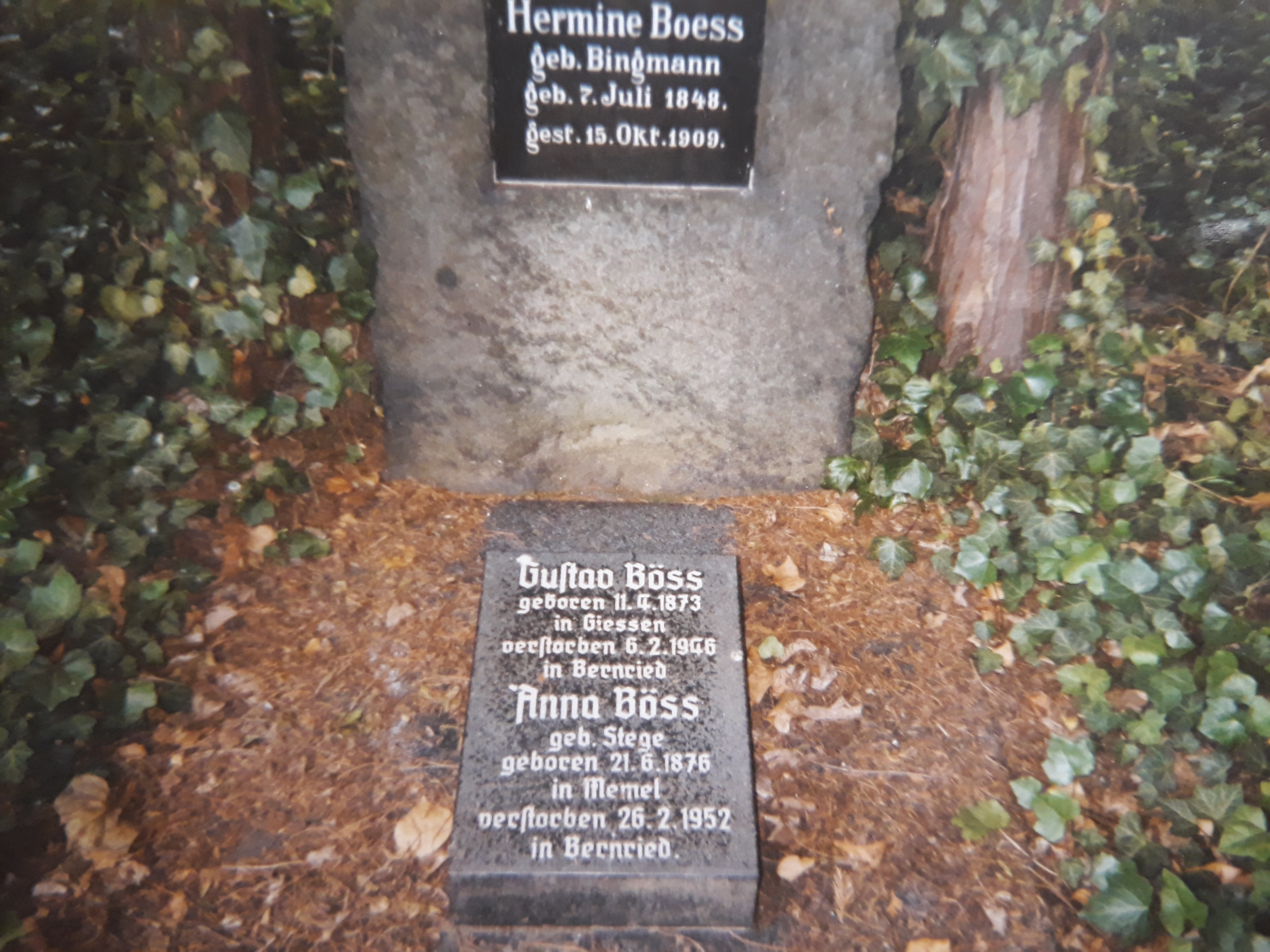
Das Grab von Gustav Böß und seiner Ehefrau Anna im Grab seiner Eltern auf dem Alten Friedhof Gießen

Gustav August Johann Heinrich Böß (* 11. April 1873 in Gießen; † 6. Februar 1946 in Bernried) war ein promovierter Jurist, Kommunalpolitiker der DDP und vom 20. Januar 1921 bis zum 7. November 1929 Oberbürgermeister von Berlin.

## Leben

### Herkunft und Ausbildung
Gustav Böß war Sohn eines Prokuristen. Er besuchte zunächst das Gießener Realgymnasium (heute: Herderschule Gießen) und begann daraufhin ein Studium der Rechtswissenschaften und der Volkswirtschaft an der Ludwigs-Universität Gießen, das er mit der Promotion abschloss. Er war Mitglied des Corps Hassia.

### Frühe berufliche Tätigkeit
Nach den Staatsexamen war er in der Finanzverwaltung des Großherzogtums Hessen tätig und arbeitete dort nacheinander im Finanzministerium, beim Finanzamt und beim Rentamt. Dann wechselte er in die Verwaltung der Preußisch-Hessischen Eisenbahngemeinschaft und kam danach zur Königlichen Eisenbahndirektion Berlin. Später wurde er nach Breslau, und dann nach Altena in Westfalen versetzt. 1905 kehrte er nach Berlin zurück und arbeitete im Rang eines Regierungsrats in der Eisenbahnverwaltung beim preußischen Ministerium der öffentlichen Arbeiten, bis er 1910 aus dem Staatsdienst ausschied.

### Stadtrat in Schöneberg
Am 18. April 1910 wurde er von der Stadtverordnetenversammlung in Schöneberg zum besoldeten Stadtrat gewählt und am 6. Juni 1910 in sein Amt eingeführt. In seiner Amtszeit unter den Oberbürgermeistern Rudolph Wilde und Alexander Dominicus unterstand ihm das Verwaltungsdezernat in allen Verkehrsangelegenheiten, einschließlich der Untergrundbahn (der heutigen U-Bahn-Linie U4), die sich damals noch im Bau befand. Er war Vorsitzender der Verkehrsdeputation und hatte in seiner Funktion als Stadtrat großen Anteil an der Lösung der schwierigen Groß-Berliner Verkehrsprobleme jener Zeit.
Darüber hinaus wurde Böß am 18. September 1911 zu einem von fünf Vertretern der Stadt Schöneberg beim Zweckverband Groß-Berlin gewählt.

### Kämmerer von Berlin
Aufgrund seiner fachlichen Kompetenz und seiner organisatorischen Fähigkeiten, wurde er auf Vorschlag der Liberalen am 2. Mai 1912 zum Kämmerer der Stadt Berlin gewählt. Das Amt trat er am 23. Mai 1912 an. Seine Amtszeit, die in die Zeit des Ersten Weltkrieges fiel, war vor allem durch große Schwierigkeiten geprägt. Zum einen strapazierten vor allem die Kriegs- und Nachkriegsjahre in hohem Maße die städtischen Finanzen, zum anderen war unter den Bedingungen der nachfolgenden Inflation eine gesunde Haushaltsführung kaum möglich.
Auch nach der Bildung Groß-Berlins am 1. Oktober 1920 war er weiterhin als Kämmerer der Stadt tätig. So wurde er am 22. September 1920 erneut in dieses Amt gewählt. Die Amtseinführung fand jedoch erst am 12. November 1920 statt, da die Wahl der Magistratsmitglieder noch nicht bestätigt werden konnte. Bis dahin war er als Mitglied des alten Magistrats kommissarisch im Amt.

### Berliner Oberbürgermeister

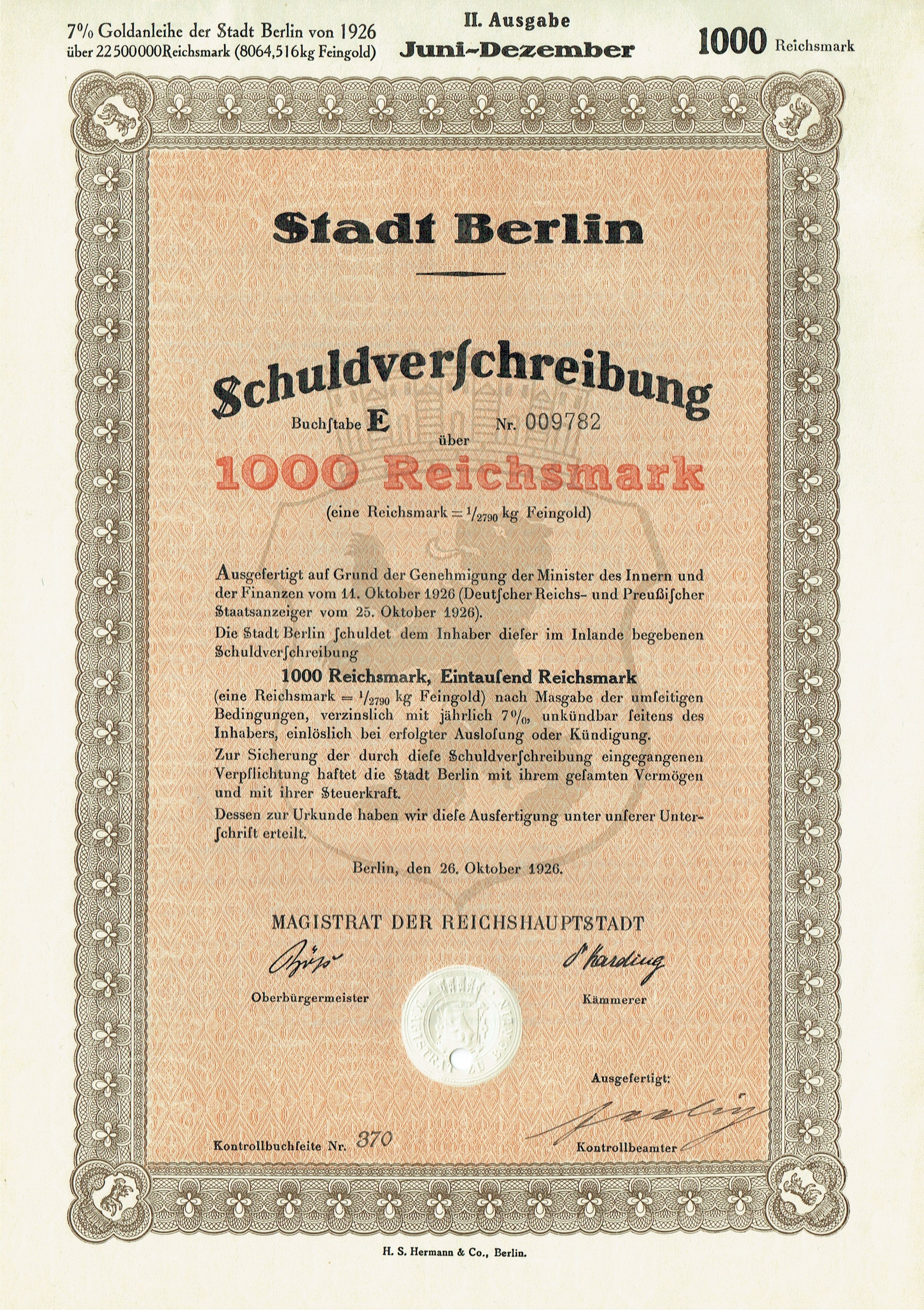
Goldanleihe der Stadt Berlin vom 26. Oktober 1926 mit Unterschrift von Oberbürgermeister Böß.

Am 20. Januar 1921 wurde Gustav Böß von der Berliner Stadtverordnetenversammlung mit den Stimmen der SPD zum Oberbürgermeister gewählt. Die Amtseinführung fand am 10. Februar 1921 durch den Oberpräsidenten der Provinz Brandenburg und von Berlin Adolf Maier statt. Als Oberbürgermeister Berlins regierte er in den Goldenen Zwanzigerjahren eine der bedeutendsten Metropolen Europas und der Welt. Daneben war er von 1921 bis 1929 Mitglied des Preußischen Staatsrates.
Böß setzte sich dabei für eine stärkere Zentralisierung der Berliner Verwaltung ein, die allerdings immer wieder von den Bezirksämtern erfolgreich abgewehrt werden konnte. Er engagierte sich für den Spiel- und Sportstättenbau und die Schaffung von Parks, die zum Teil durch die Berliner Wirtschaft finanziert wurden. So war er Initiator der 1921 gegründeten Stiftung Park, Spiel und Sport, mit deren Hilfe Sponsorengelder eingeworben wurden, die unter anderem für die Fortführung des Baus des Volksparks Jungfernheide verwendet wurden, und eine Reihe weiterer Park- und Sportanlagen finanziert werden konnten. Darüber hinaus wurden in seiner Amtszeit das Poststadion, das Deutsche Sportforum mitsamt dem Annaheim, die Sportplätze in Charlottenburg, am Rande des Grunewaldes und im Volkspark Jungfernheide, der Dominicus-Sportplatz im heutigen Sportzentrum Schöneberg und das Mommsenstadion gebaut.
1925 wurde im Rahmen der Berliner Turn- und Sportwoche die erste schwimmende Jugendherberge in Dienst gestellt und in Anerkennung seiner Leistungen, insbesondere für die Jugend, nach ihm benannt. Sie trug den Namen „Schwimmende Jugendherberge I. Oberbürgermeister Böß“.
Daneben unterstützte er den Kunstbetrieb, etwa durch die Umwandlung des „Deutschen Opernhauses“ in eine Städtische Oper und die Förderung junger Künstler durch die seit 1924 regelmäßig veranstalteten Rathauskonzerte.
In seine Zeit fielen außerdem große Bauprojekte wie die Messe Berlin und der Flughafen Tempelhof, sowie die Aktionswoche Berlin im Licht vom 13. bis 16. Oktober 1928. 1925 schuf der Berliner Bildhauer Karl Trumpf eine ausdrucksstarke Bronzebüste von Bürgermeister Böß, von der ein Exemplar im gleichen Jahr vom Berliner Magistrat erworben wurde.

### Pelzmantelaffäre
Gustav Böß entschied sich am 7. November 1929, einen Tag nach seiner Unschuldserklärung in der Presse, auf Grund des im Zuge des Sklarek-Skandals verlorenen Vertrauens sein Amt niederzulegen. Darin hatten die Brüder Sklarek sich illegal durch verbilligte Bekleidung an Politiker und Beamte ein Belieferungsmonopol für Krankenhäuser und Fürsorgeeinrichtungen verschafft und Kreditbetrug begangen. Böß war in den Skandal verwickelt, weil seine Frau einen kostbaren Pelzmantel für den Bruchteil des eigentlichen Preises erhalten hatte. Die Differenz zum Gesamtwert des Pelzmantels von 1000 RM hatte Böß im Anschluss einem wohltätigen Zweck zugeführt. Er kaufte für 800 RM ein Bild (bzw. ließ für diesen Preis ein Bild von sich selbst anfertigen) und ließ 200 RM zwei notleidenden Schwägerinnen zukommen. Eine Mitteilung darüber an die Firma Sklarek erfolgte nicht.
Aufgrund dieser sogenannten Pelzmantelaffäre wurde ein Verfahren gegen Böß mit dem Vorwurf eines Dienstvergehens bei der Leitung der Stadtverwaltung eingeleitet, das in erster Instanz in einer Verurteilung zur Dienstentlassung mündete, die allerdings später wieder aufgehoben wurde. Im darauf folgenden Berufungsverfahren am Preußischen Oberverwaltungsgericht wurde ein Dienstvergehen bei der Leitung der Stadtverwaltung verneint. Der Weg der Begleichung der Rechnung für den Pelzmantel wurde jedoch durch das Gericht als Dienstvergehen gewertet, wofür Böß zu einer Geldbuße in Höhe eines Monatsgehaltes verurteilt wurde. Im Anschluss an das Berufungsverfahren ließ sich Böß aus gesundheitlichen Gründen in den Ruhestand versetzen. Nach der Machtübernahme der Nationalsozialisten wurde 1933 ein neues Verfahren gegen Böß angestrengt. Ihm wurde nun vorgeworfen, zu hohe Bezüge kassiert und zu hohe Kosten für den Umbau einer Dienstwohnung verursacht zu haben. Da die Vorwürfe sich als unbegründet erwiesen, wurde letztlich keine Anklage erhoben und Böß wurde nach neun Monaten wieder aus der Untersuchungshaft entlassen.

### Ab 1934
1934 ging Böß zunächst nach München und wohnte anschließend bis zu seinem Tode am 6. Februar 1946 in Bernried am Starnberger See.

## Rezeption
Es gibt ein Couplet über Bürgermeister Böß und den Sklarek-Skandal nach dem Lied „Schöner Gigolo, armer Gigolo“ (Musik von Leonello Casucci):
Bürgermeister Böß, Bürgermeister Böß,

denke nicht mehr an die Zeiten,

als Du warst im Amt,

gingst in Seid´ und Samt,

konntest Deutschlands Zukunft leiten,

Stellung ging passé, Sklarek sagt adé,

schöner Nerz, du liegst in Fransen,

und da kriegst Du noch zum Lohn

eine klotzige Pension,

nun geh und lass das Streiten.

## Ehrungen
- 1925 wurde die erste schwimmende Jugendherberge in Dienst gestellt und ihm zu Ehren der Name „Schwimmende Jugendherberge I. Oberbürgermeister Böß“ verliehen.
- 1929 erhielt er das Ehrenbürgerrecht der Stadt New York.[21]
- 1978 wurde die Sportanlage Gustav Böß in der Koloniestraße in Berlin-Gesundbrunnen eröffnet.[22]
- Seit 1985 trägt die Gustav-Böß-Freilichtbühne im Berliner Volkspark Jungfernheide (Ortsteil Charlottenburg-Nord) seinen Namen.[14][23]
- Seit 1991 ist die Gustav-Böß-Straße in Berlin-Mitte nach ihm benannt.[24]

## Familie und Privates
Gustav Böß war evangelisch. Seine Eltern waren der Prokurist Karl Böß (1842–1902) und dessen Ehefrau Hermine Böß (geb. Bingmann) (1848–1909).
Seit 1911 war er mit Anna Helene Böß (geb. Stege) (1876–1952) verheiratet.
Er hatte zwei Söhne und die Töchter Gertrud und Hermine.

## Werke
- Denkschrift über die Förderung des bargeldlosen Verkehrs in der Stadtverwaltung Berlin. Berlin 1916.
- Die Finanzen der neuen Stadtgemeinde Berlin. Berlin 1921.
- Maßnahmen zur Verbesserung der städtischen Gas-, Wasser- und Elektrizitätswerke seit der Bildung der Stadtgemeinde Berlin. Berlin 10. Mai 1922.
- Die Not in Berlin. Tatsachen und Zahlen. Zentralverlag, Berlin 1923.
- Franz Lederer: Berlin und Umgebung. Neue Verlagsanstalt, Berlin 1925 (Mitwirkung [Geleitwort]).
- Berlin als Wirtschaftsgebiet. In: Wirtschafts-Rundschau des „Tag“. Ausgabe „Berlin“, Nr. 2. Berlin 1926.
- Wie helfen wir uns? Wege zum wirtschaftlichen Wiederaufstieg. Alfred Metzner Verlag, Berlin 1926.
- Die sozialen Aufgaben der Kommunalpolitik. Vorwort: Maria Hellersberg. Sieben-Stäbe-Verlags- u. Druckereigesellschaft, Berlin 1928.
- Berlin von heute. Stadtverwaltung und Wirtschaft. (Mitarbeit: Willy Müller-Wieland). Gsellius, Berlin 1929.
- Fremdenverkehr. G. Stilke, Berlin 1929 (mit Leonhard Adler und Hans Bredow).
- Beiträge zur Berliner Kommunalpolitik. Herausgegeben und eingeleitet von Christian Engeli (= Verein für die Geschichte Berlins [Hrsg.]: Schriften des Vereins für die Geschichte Berlins. Heft 62). Neues Verlags-Comptoir, Berlin 1981.